# Campo Grande (ort i Brasilien, Alagoas, Penedo)
Campo Grande är en ort i Brasilien.   Den ligger i kommunen Penedo och delstaten Alagoas, i den östra delen av landet, 1 400 km nordost om huvudstaden Brasília. Campo Grande ligger 55 meter över havet och antalet invånare är 3 051.
Terrängen runt Campo Grande är platt. Närmaste större samhälle är Penedo, 11,4 km sydväst om Campo Grande.
Omgivningarna runt Campo Grande är en mosaik av jordbruksmark och naturlig växtlighet. Runt Campo Grande är det ganska tätbefolkat, med 86 invånare per kvadratkilometer.